# Vila Nova de Gaia
 (octobre 2021).
Si vous disposez d'ouvrages ou d'articles de référence ou si vous connaissez des sites web de qualité traitant du thème abordé ici, merci de compléter l'article en donnant les références utiles à sa vérifiabilité et en les liant à la section « Notes et références ».
Vila Nova de Gaia est une ville du Portugal du District de Porto (Région Nord et sous-région du Grand Porto) qui se trouve face à la grande ville de Porto séparée par le Douro  à laquelle elle reliée grâce au pont Dom-Luís (pont métallique de type « Eiffel »). Son ancien nom de « Gale » ou « Cale » aurait donné celui du comté puis du royaume de Portugal.
C'est par la population la troisième municipalité (concelho) du Portugal derrière Lisbonne et Sintra, et la première commune du Grand Porto.
C'est la ville des principales sociétés de vente de vin de porto avec une très grande capacité de stockage en fûts (rive gauche du fleuve, à l'opposé de la commercialisation qui se faisait rive droite côté ville de Porto). Le vin de porto étant une appellation contrôlée, la majorité des bouteilles de vin de porto comportent la mention « Mise en bouteille à Vila Nova de Gaia ». D'ailleurs les visites de caves se font à Vila Nova de Gaia.
La ville possède trois grands centres commerciaux : GaiaShopping, Arrabida Shopping et El Corte Ingles de Porto.
Le monastère da Serra do Pilar, sur le territoire de la commune (freguesia de Santa Marinha) est inscrit au Patrimoine mondial de l'UNESCO avec le centre historique de Porto (1996).
Tout à l'ouest, côté embouchure du fleuve, se trouve une zone protégée pour la faune et la flore (« Reserva Natural Local do Estuário do Douro »), ainsi qu'une belle plage (« Praia do Cabedelo do Douro »), lieux de visites peu fréquenté des touristes. Différents belvédères comme le « Miradouro do Estuário do Douro », offrent de magnifiques vues sur l'estuaire du fleuve Douro et sur l'océan Atlantique.
Les plus belles photos de la ville de Porto se prennent de Vila Nova de Gaia, particulièrement en fin de journée (coucher de soleil sur Porto et son célèbre pont métallique Pont Dom-Luís).

## Freguesias
- Arcozelo
- Avintes
- Canelas
- Canidelo
- Crestuma
- Grijó
- Gulpilhares
- Lever
- Madalena
- Mafamude
- Olival
- Oliveira do Douro
- Pedroso
- Perosinho
- Sandim
- Santa Marinha
- São Félix da Marinha
- São Pedro da Afurada
- Seixezelo
- Sermonde
- Serzedo
- Valadares
- Vilar de Andorinho
- Vilar do Paraíso

## Personnalités liées à la commune
- Le groupe de rap Mind Da Gap a été créé en 1993 à Vila Nova de Gaia, car les membres en sont originaires.
- le groupe de rock GNR a été fondé en 1980 dans cette ville.
- Le chanteur portugais Pedro Abrunhosa y est né en 1960.
- L'ancien footballeur portugais João Pinto y est né en 1971.
- L'ancien footballeur portugais Vitor Baia y est né en 1969
- L'ancien footballeur portugais Rui Jorge y est né en 1973.

## Divers
- Le film Aniki Bóbó  (1942) de Manoel de Oliveira a été tourné à Vila Nova de Gaia.

## Galerie

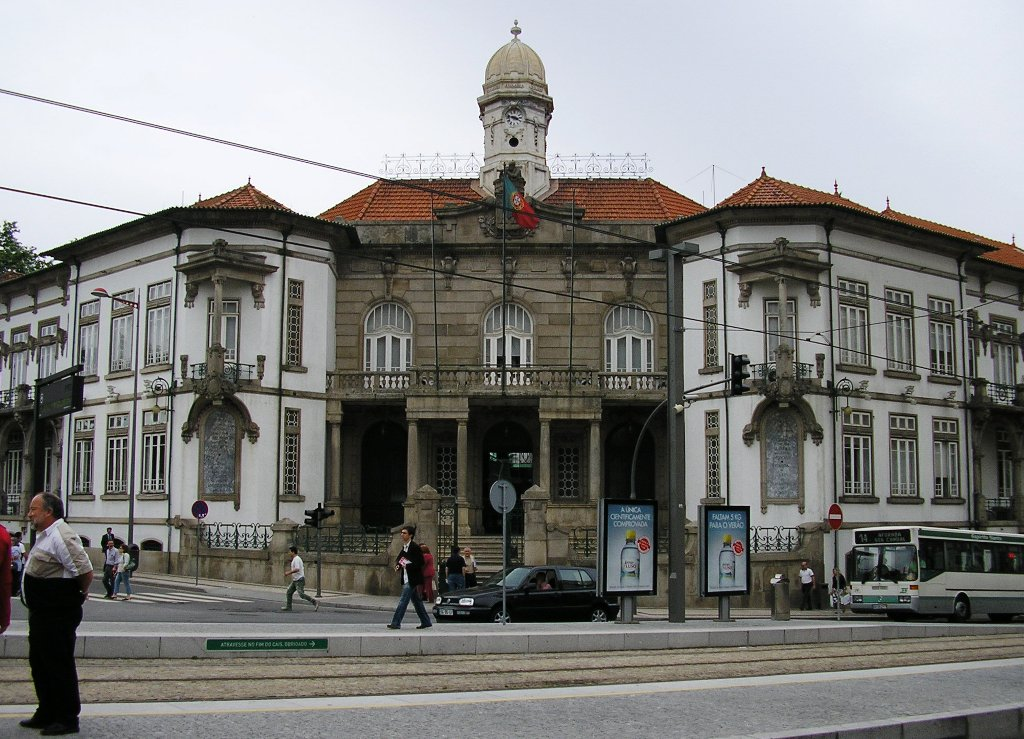
Hôtel de ville.
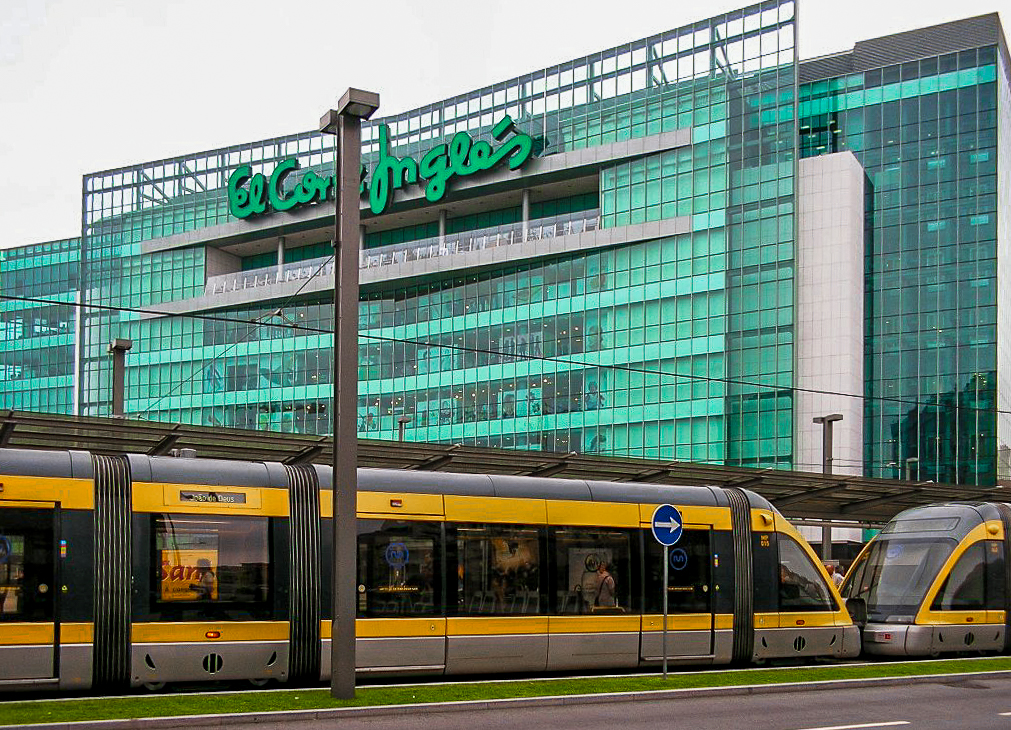
Le Métro.
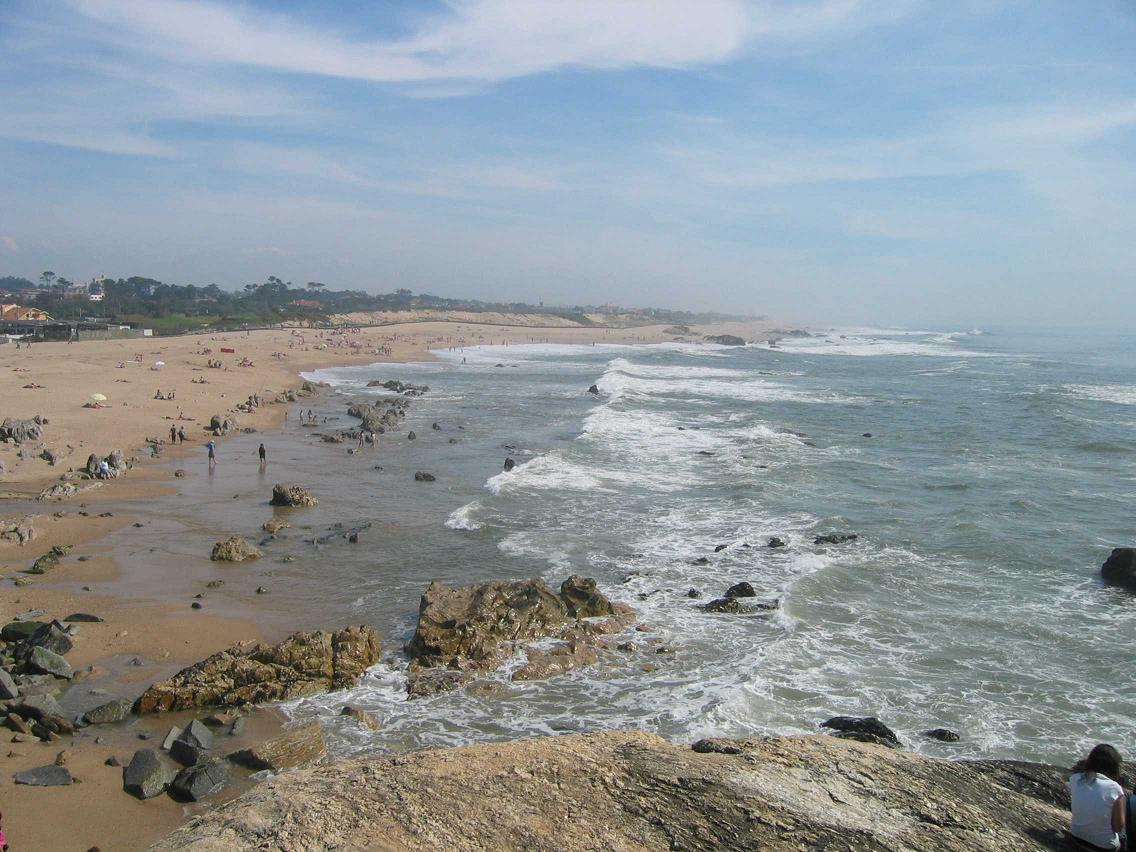
La Plage de Miramar.
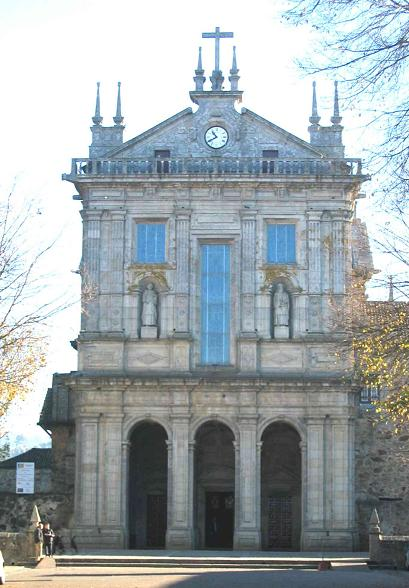
Monastère de Grijo.
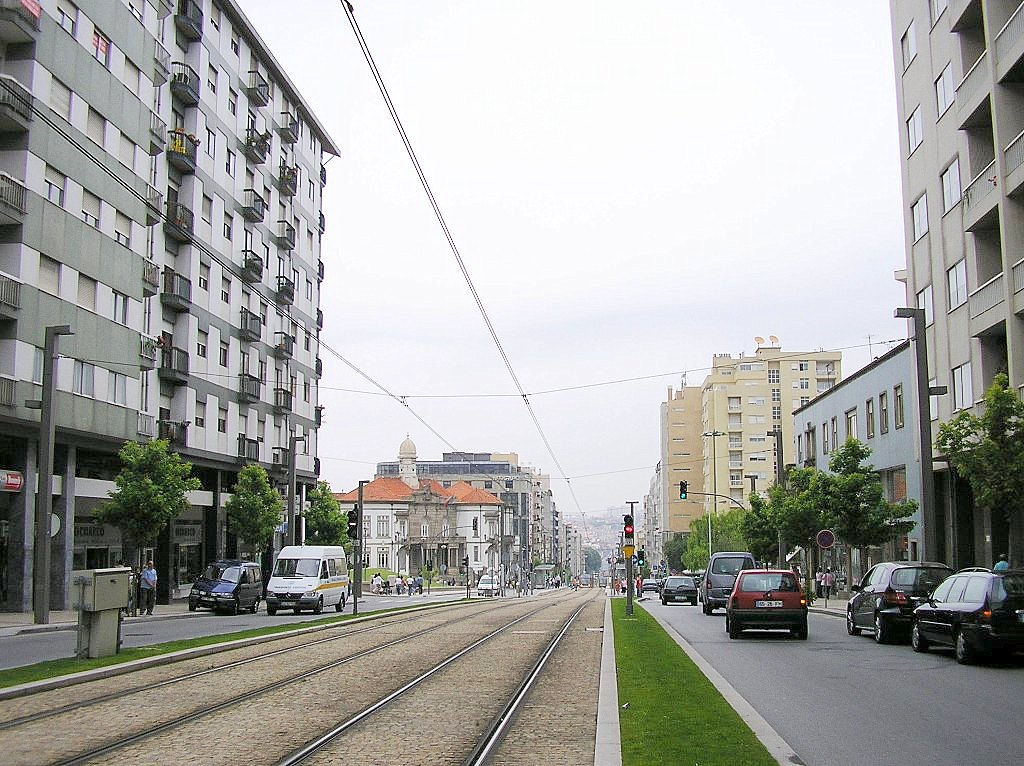
Avenue da Republica, artère principale de la ville qui la relie à Porto.
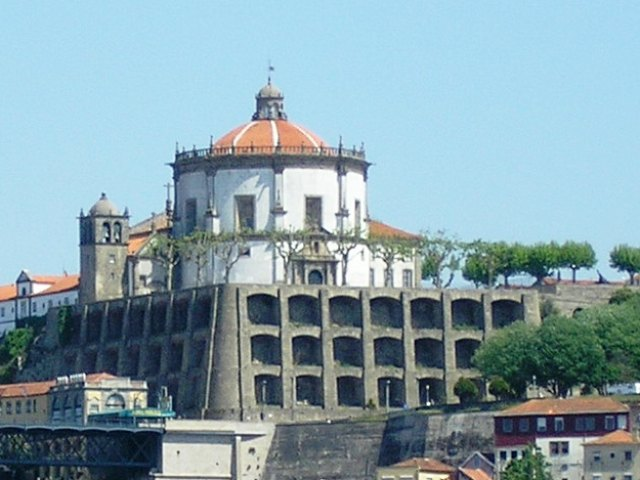
Serra do Pilar.
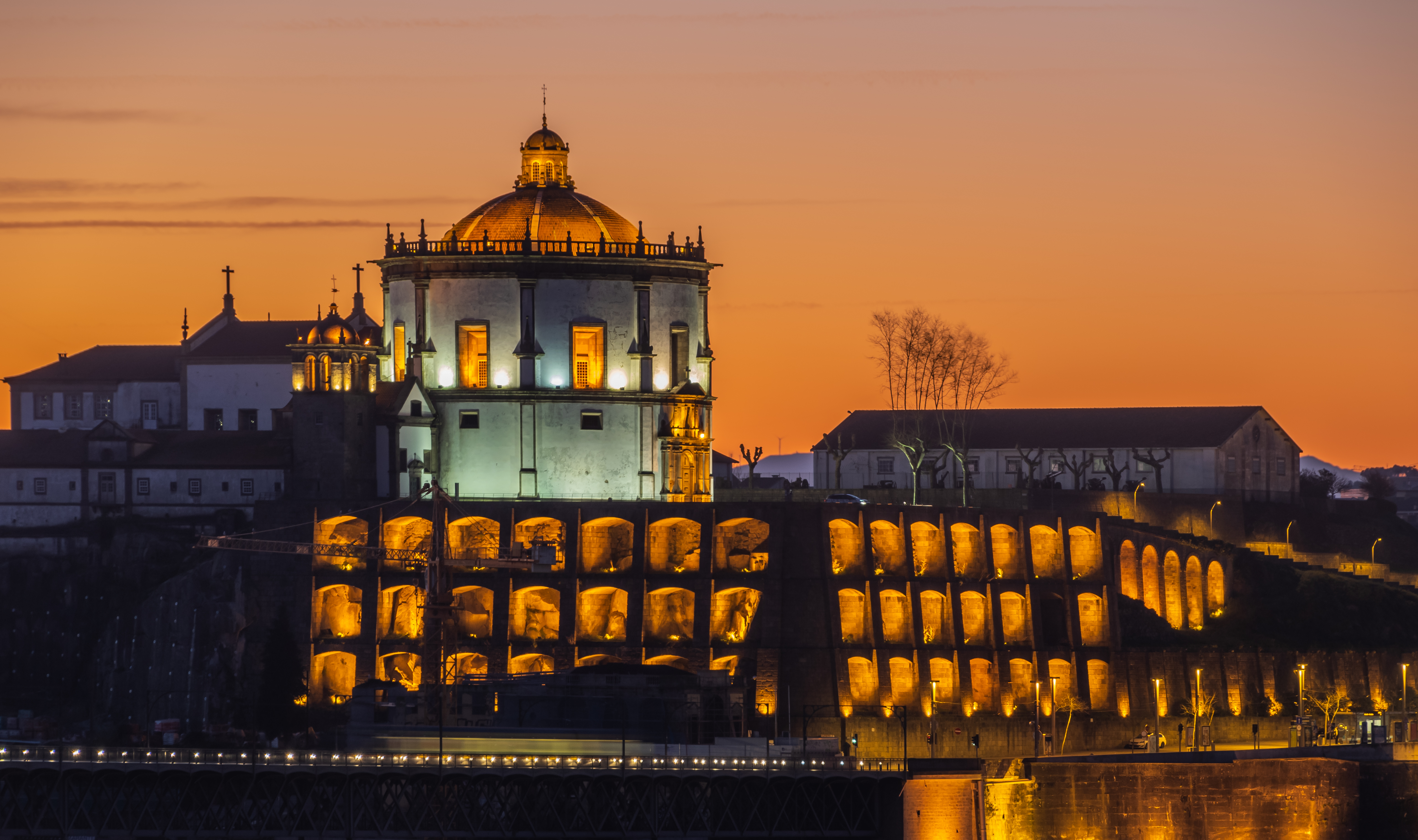
Le Mosteiro da Serra do Pilar (pt) à Vila Nova de Gaia. Février 2020.